# Baitouli
Baitouli (kinesiska: 白头里) är en socken i Kina. Den ligger i provinsen Shanxi, i den norra delen av landet, omkring 230 kilometer norr om provinshuvudstaden Taiyuan. Antalet invånare är 5 687. Befolkningen består av 1 997 kvinnor och 3 690 män. Barn under 15 år utgör 10,0 %, vuxna 15-64 år 82 %, och äldre över 65 år 7,0 %.
Runt Baitouli är det ganska tätbefolkat, med 67 invånare per kvadratkilometer. Närmaste större samhälle är Yuanbuzi, 9,7 km söder om Baitouli. Trakten runt Baitouli består i huvudsak av gräsmarker.
Genomsnittlig årsnederbörd är 632 millimeter. Den regnigaste månaden är juli, med i genomsnitt 177 mm nederbörd, och den torraste är december, med 3 mm nederbörd.